# 索洛內 (梅利托波爾區)
46°26′57″N 35°7′17″E / 46.44917°N 35.12139°E
索洛內（烏克蘭語：Солоне）是位於烏克蘭東南部的村莊，由扎波羅熱州梅利托波爾區的基里利夫卡市鎮負責管轄。該村始建於1841年，面積0.36平方公里，海拔高度5米，2001年人口295，人口密度每平方公里819.4人。